# دریف‌وود (تگزاس)
دریف‌وود (به انگلیسی: Driftwood) یک منطقهٔ مسکونی در ایالات متحده آمریکا است که در شهرستان هیز، تگزاس واقع شده‌است. دریف‌وود ۳٫۳۵ کیلومتر مربع مساحت و ۱۴۴ نفر جمعیت دارد و ۳۱۷٫۹۱ متر بالاتر از سطح دریا واقع شده‌است.